# Jakob Hilpert
Jakob Hilpert (* 1966 in München) ist ein deutscher Drehbuchautor und Regisseur.
Hilpert studierte an der Deutschen Film- und Fernsehakademie Berlin. Kleine Kreise (2000) ist sein Debütfilm. Es folgten TV-Auftragsarbeiten: Sex Up – Jungs haben’s auch nicht leicht und Sex Up – Ich könnt’ schon wieder als Autor und die Serien 18 – Allein unter Mädchen und Mein Leben & Ich als Regisseur.